# روسلان پیدورنی
روسلان پیدورنی (اوکراینی: Руслан Підгорний؛ زادهٔ ۲۵ ژوئیهٔ ۱۹۷۷) دوچرخه‌سوار اهل اوکراین است.
از باشگاه‌هایی که در آن بازی کرده‌است می‌توان به ویلیر تریستینا–سله ایتالیا و تیم دوچرخه‌سواری وکانسولیل–دی‌سی‌ام اشاره کرد.